# Bélgica en los Juegos Paralímpicos de Turín 2006
Bélgica estuvo representada en los Juegos Paralímpicos de Turín 2006 por una deportista femenina. El equipo paralímpico belga no obtuvo ninguna medalla en estos Juegos.